# Tăcerea umbrelor
Tăcerea umbrelor (Shelter) este un film american din 2010 de groază supranatural thriller regizat de Måns Mårlind și Björn Stein, scris de Michael Cooney. Rolurile principale au fost interpretate de actorii Julianne Moore și Jonathan Rhys Meyers. Filmul a fost lansat în Statele Unite ca 6 Souls la 1 martie 2013, ca video la cerere, urmat de o lansare limitată în cinematografe la 5 aprilie 2013. Tema principală a filmului este sindromul personalităților multiple.

## Distribuție
- Julianne Moore - Cara Harding-Jessup
- Jonathan Rhys Meyers - the Priest / Adam / David / Wesley
- Jeffrey DeMunn - Dr. Harding
- Frances Conroy - Mrs. Bernburg
- Nathan Corddry - Stephen Harding
- Brooklynn Proulx - Sammy Jessup
- Joyce Feurring - Granny Holler Witch
- KatiAna Davis - The Familiar
- Michael Graves - Holler Man
- Rick Applegate - Warden Collins
- Jim Brough - Holler Man
- Jeffrey Jones - Police Officer
- Darrin Bell - Bobby Bernstein

## Legături externe
- Shelter la Internet Movie Database
- 6 souls la Rotten Tomatoes
- Tăcerea umbrelor la Box Office Mojo